# تپه مزیدآباد
تپه مزیدآباد مربوط به سده‌های ۶ تا ۸ ه.ق است و در شهرستان اراک، بخش مرکزی، دهستان مشهد میقان، روستای مشهد الکوبه واقع شده و این اثر در تاریخ ۱۸ اسفند ۱۳۸۷ با شمارهٔ ثبت ۲۵۰۰۴ به‌عنوان یکی از آثار ملی ایران به ثبت رسیده است.